# H-alfa

Emissió H-alfa: En el model simplificat de Rutherford Bohr de l'àtom d'hidrogen, Les línies de Balmer són el resultat d'un salt d'un electró entre el segon nivell d'energia més proper al nucli, i aquells nivells més distants. La transició mostrada aquí produeix un fotó H-alfa, i la primera línia de la sèrie de Balmer. Per a l'hidrogen aquesta transició resulta en un fotó de longitud d'ona 656 nm (vermell).

En física i astronomia, H-alfa, també escrita Hα, és una línia espectral vermella creada per l'hidrogen amb una longitud d'ona de 6562,8 Å.
Segons el Model atòmic de Bohr, els electrons existeixen en nivell d'energia quàntica al voltant del nucli de l'àtom. Aquests nivells d'energia es descriuen pel nombre quàntic principal n = 1, 2, 3, .... Els electrons podrien tan sols existir en aquests estats, i només podrien transitat entre aquests estats.
El conjunt de transicions des de n ≥ 3 a n = 2 s'anomena Sèries de Balmer i els seus membres s'anomenen seqüencialment utilitzant lletres de l'alfabet grec.
- n = 3 a n = 2 s'anomena Balmer-alfa o H-alfa,
- n = 4 a n = 2 s'anomena H-beta,
- n = 5 a n = 2 s'anomena H-gamma, etc.

Per a les sèries de Lyman la nomenclatura és la següent: 
- n = 2 a n = 1 s'anomena Lyman-alfa,
- n = 3 a n = 1 s'anomena Lyman-beta, etc.

H-alfa té una longitud d'ona de 6562,81 Å, és visible en la part vermella de l'espectre electromagnètic, i és la manera més fàcil per als astrònoms d'estudiar el contingut d'hidrogen ionitzat contingut en un núvol de gas. Com que pràcticament li cal tant energia per a excitar l'àtom d'hidrogen des de n = 1 a n = 3 com la necessària per a ionitzar l'àtom d'hidrogen, la probabilitat que un àtom s'exciti a n = 3 sense ser extret de l'àtom és molt petita. En canvi, després de ser ionitzat, l'electró i el protó es recombinen per formar un nou àtom d'hidrogen. Al nou àtom, l'electró pot començar en qualsevol nivell d'energia i, per tant, precipitar-se a l'estat inferior (n = 1), emetent otons a cada transició. Aproximadament la meitat del temps, aquest precipitació inclourà la transició n = 3 a n = 2 i l'àtom emetrà llum H-alfa. Per tant, la línia H-alfa succeeix quan l'hidrogen s'ionitza.
Les línies H-alfa se saturen (autoabsorció) relativament fàcilment perquè l'hidrogen és el component primari de les nebuloses, per això mentre pot indicar la forma i l'extensió de la nebulosa, no es pot usat per a determinar la massa del núvol. En canvi, les molècules com el diòxid de carboni, monòxid de carboni, formaldehid, amoníac o acetonitril s'usen normalment per a determinar la massa d'un núvol.

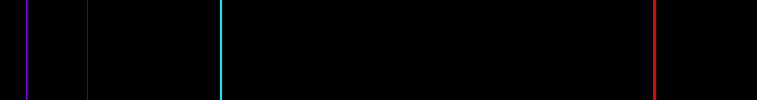
Les quatre línies d'emissió de l'espectre visible de l'hidrogen en les sèries de Balmer. La línia vermella de la dreta és H-alfa

## Filtre

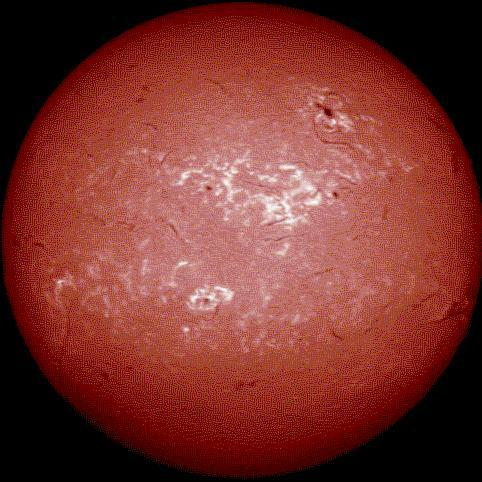
El Sol observat a través de telescopi amb filtre H-alfa

Un filtre d'hidrogen-alfa és un filtre òptic dissenyat per a transmetre un estreta amplitud de banda de la llum, generalment centrada sobre la longitud d'ona H-alfa. Aquests filtres es caracteritzen pel fet que mesuren la banda de longitud d'ona que es transmet.
Aquests filtres es fabriquen amb múltiples capes (~50) en deposició de buit. Aquestes capes se seleccionen per a produir un efecte d'interferència que filtra qualsevol longitud d'ona excepte la requerida.